# Карлюбаси
Карлюбаси или Карловаси (на гръцки: Κρητικά, Критика, до 1928 Καρλόβασι, Карловаси) е бивше село в Република Гърция, дем Кукуш, област Централна Македония.

## География
Селото е било разположено северно от град Кукуш (Килкис), в близост до североизточния бряг на Дойранското езеро.

## История

### В Османската империя
В XIX век Карлюбаси е смесено село в Дойранска каза на Османската империя. В „Етнография на вилаетите Адрианопол, Монастир и Салоника“, издадена в Константинопол в 1878 година и отразяваща статистиката на населението от 1873 година, Карло Обаси (Carlo Obassi) е посочено като селище в Дойранска каза с 30 домакинства, като жителите му са 37 мюсюлмани и 55 българи.
Според статистиката на Васил Кънчов („Македония. Етнография и статистика“) в 1900 година Карлюбаси има 180 жители, от които 90 българи, 70 турци и 20 цигани.
През Балканската война в селото влизат части на българската армия.

### В Гърция
След Междусъюзническата война селото попада в Гърция. Според преброяването от 1913 година Карлобаси (Καρλόμπαση) има 196 жители. В 1928 година селото е изцяло бежанско с 29 семейства и 127 жители бежанци.